# Eduardo Braga
Carlos Eduardo de Sousa Braga GOMM (Belém, 6 de dezembro de 1960) é um empresário e político brasileiro. Filiado ao Movimento Democrático Brasileiro (MDB), é Senador da República pelo Amazonas. Dentre outros cargos, foi prefeito de Manaus, governador do Amazonas e ministro de Minas e Energia.

## Biografia
Nascido em 6 de dezembro de 1960 na cidade de Belém, capital do Pará, estudou e fez carreira política em Manaus, capital do Amazonas. É formado em Engenharia Elétrica pela Universidade Federal do Amazonas (UFAM), Braga é empresário do setor de revenda de automóveis. Casado com Sandra Backsmann Braga, tem três filhas: Brenda, Bruna e Bianca.

## Atuação política

### Início da carreira
Iniciou sua carreira política aos 21 anos, como vereador de Manaus. Em 1986 foi eleito Deputado Estadual do Amazonas. Na Assembleia Legislativa do Estado foi líder do Governo e relator da Constituição do Amazonas.

### Deputado federal
Em 1990 foi eleito Deputado Federal pelo Amazonas, obtendo a maior votação do seu partido (PDC).

### Vice-prefeito e prefeito de Manaus
Em 1992 foi eleito vice-prefeito de Manaus, na chapa de Amazonino Mendes. Em março de 1994 assumiu o cargo de Prefeito, com a renúncia de Amazonino para candidatar-se ao cargo de Governador do Estado.
Concorreu ao governo do estado do Amazonas em 1998 Pelo inexpressivo PSL contra o mesmo Amazonino Mendes, mas perdeu já no primeiro turno( 47,13% dos votos). Em 2000 foi ao segundo turno das eleições municipais contra Alfredo Nascimento, mas também perdeu,ficando com 49,22% dos votos.

### Governador do Amazonas
Em 2002 foi eleito com maioria absoluta (52,38%) dos votos válidos no primeiro turno das eleições para o governo do Estado.
Em 2006 foi reeleito também no primeiro turno das eleições para o governo do Estado, com 50,63% dos votos válidos.
Implantou projetos na área social e ambiental como o Zona Franca Verde, em 2003, programa de desenvolvimento sustentável com a intenção de geração de emprego e renda, aliado à conservação da floresta e o Programa Social e Ambiental dos Igarapés de Manaus (PROSAMIM), voltado para a população residente na área de abrangência do programa, através  do  melhoramento  das  condições  sanitárias do entorno urbano, substituindo as moradias em palafitas por unidades habitacionais populares.
Admitido à Ordem do Mérito Militar em 1996 no grau de Comendador especial pelo presidente Fernando Henrique Cardoso, foi promovido em março de 2003 pelo presidente Luiz Inácio Lula da Silva ao grau de Grande-Oficial.
Implantou em 2007 o Programa Bolsa Floresta, em que as famílias cadastradas recebem benefícios sociais em troca de compromissos voltados para a preservação e uso sustentável das reservas florestais.
Em março de 2013, foi investigado pelo Supremo Tribunal Federal (STF) com a acusação de fraude, peculato e formação de quadrilha em licitação, na época em que exerceu o cargo de governador do Amazonas. No entanto, o STF arquivou o inquérito em junho de 2014, com base em parecer da Procuradoria-Geral da República, que não encontrou indícios de sua participação.

### Senador
No Senado, sua atuação focou o desenvolvimento sustentável, a integração regional, a Reforma Político-eleitoral, entre outros temas. O senador foi presidente da Comissão de Ciência, Tecnologia, Comunicação, Inovação e Informática (CCT) do Senado no biênio 2011-2012 e no biênio de 2013-2014 foi membro titular das comissões de Assuntos Econômicos (CAE), de Constituição, Justiça e Cidadania (CCJ) e de Infraestrutura (CI). Foi ainda suplente nas comissões de Educação, Cultura e Esporte (CE), de Meio Ambiente, Defesa do Consumidor e Fiscalização (CMA), de Assuntos Sociais (CAS) e de Desenvolvimento Regional e Turismo (CDR).
Eduardo Braga foi Líder do governo da presidente Dilma Rousseff no Senado de março de 2012 a dezembro de 2014. Nessa função, negociou a aprovação de leis como o Projeto de Resolução do Senado nº 72, que unificou em 4% as alíquotas do Imposto sobre Circulação de Mercadorias e Serviços (ICMS) para operações interestaduais com produtos importados com o objetivo de por fim à chamada Guerra dos Portos.
Em 2013, por orientação do Palácio do Planalto, começou a colher assinaturas para a apresentação do recurso contra o projeto de desaposentadoria de forma a evitar que seja posto em votação.
Outras leis aprovadas no Senado durante o período em que esteve na Liderança do Governo:
- Medida Provisória do novo Código Florestal (MP 571/2012);[22] [23]
- Lei Geral das Antenas (Projeto de Lei do Senado 293/2012);[24]
- MP da Modernização dos Portos (MP 595/2012);[25]
- Estatuto da Juventude;[26]
- PEC das Domésticas (PEC 66/2012);[27]
- Novas Regras para Partilha do Fundo de Participação dos Estados (Projeto de Lei do Senado 240/2013);[28]
- PEC 18/2013,[29] que torna imediata a perda o mandato parlamentar após condenação definitiva por improbidade administrativa ou quando condenação criminal indicar tal pena.

Em junho de 2019, votou contra o Decreto das Armas do governo, que flexibilizava porte e posse para o cidadão.
Em 2023, presidiu a Comissão Mista do MPV nº 1162/23 que criou o Novo Programa Minha Casa, Minha Vida. Durante a tramitação apresentou emendas que garantem prioridade no acesso à moradia digna de pessoas vítima de desastres naturais.
Também em 2023, Eduardo Braga assumiu a relatoria da PEC da Reforma Tributária no Senado, uma das mais importantes medidas fiscais do Brasil que vinha sendo discutida pelo Congresso Nacional há mais de três décadas. Seu trabalho assegurou não só a votação da PEC no Senado, como garantiu que a proposta fosse promulgada em dezembro daquele ano.
Em 2024, Eduardo Braga assumiu a relatoria do PLP 68/2024, que regulamenta a reforma tributária.
Eleições
Disputou nas Eleições 2014, para o cargo de Governador do Amazonas pelo MDB, tendo como vice Rebbeca Garcia, do PP. No 1° turno ficou a frente de José Melo, do PROS, com 709.058 dos votos (43,16%), contra 707.151 do adversário (43,04%).
No segundo turno, no entanto, Braga foi derrotado por José Melo, que obteve 869.992 dos votos (55,54%), e Braga 696.465 (44,46%)
Eleições Suplementares de 2017
Nas Eleições de 2017, Braga disputou o governo do estado pelo MDB, indo ao segundo turno com Amazonino Mendes (PDT)
Amazonino obteve 38,77% dos votos, e Braga obteve 25,36% dos votos no 1° turno
Não foi eleito, obtendo 40,79% no 2° turno, sendo derrotado por Amazonino, que obteve 59,21% dos votos

Eleições 2018
Braga disputou a reeleição para o cargo de Senador do Amazonas nas Eleições 2018 pelo MDB, sido reeleito numa disputa acirrada com 607.286 votos, o que equivale a 18,45% dos Votos, numa diferença de 25.733 votos do 3° colocado, Luiz Castro, da REDE
Eleições 2022
Braga disputou o cargo de Governador do Amazonas pelo MDB nas Eleições 2022, obtendo 20,99% dos votos, contra 42,82% de Wilson Lima, do União Brasil, classificando-se para o 2° turno
No 2° turno, Wilson Lima venceu as Eleições por 56,65%, contra 43,35% de Braga

## Ministério das Minas e Energia
Em dezembro de 2014 foi anunciado oficialmente ministro das Minas e Energia para o segundo mandato do Governo Dilma Rousseff.
No processo de impeachment de Dilma Rousseff declarou sua fidelidade ao governo até 20 de abril de 2016. Entretanto, no processo de impeachment de Dilma Rousseff, o fiel senador estava ausente na votação por motivos de doença.
Em dezembro de 2016, votou a favor da PEC do Teto dos Gastos Públicos. Em julho de 2017 votou contra a reforma trabalhista.
Em outubro de 2017 votou a favor da manutenção do mandato do senador Aécio Neves derrubando decisão da Primeira Turma do Supremo Tribunal Federal no processo onde ele é acusado de corrupção e obstrução da justiça por solicitar dois milhões de reais ao empresário Joesley Batista.

## Controvérsias

### Agressões
Em 2008, Braga foi acusado de agredir a sua esposa, que foi submetida a uma cirurgia plástica devido às agressões, o caso gerou repercussão nacional, pessoa próximas a ele confirmaram o caso.
Em julho de 2014, durante a campanha eleições estaduais no Amazonas, Braga foi acusado agredir um fotógrafo que tinha no interior do Amazonas, Braga teria saído do carro que fazia campanha para dar uma gravata no pescoço do rapaz e tentou tomar-lhe a máquina fotográfica, depois, Braga comentou o episódio afirmando tratar-se de espionagem e perseguição política por parte de seus adversários.

Em dezembro de 2021, Durante um telefonema, Braga proferiu xingamentos e palavrões a então ministra da Secretaria de Governo, Flávia Arruda, a respeito da não liberação de emendas parlamentares que teriam sido previamente acordadas com o governo Bolsonaro. A conversa, que se tornou acalorada, resultou na ministra Flávia Arruda transferindo a ligação para o ministro-chefe da Casa Civil, Ciro Nogueira, que estava presente.